# Jean Louis Cabanis
Jean Louis Cabanis, född 8 mars 1816 i Berlin, död 20 februari 1906, var en tysk ornitolog. 
Han blev 1849 förste uppsyningsman över fågelsamlingen i Berlins museum. Han uppställde ett naturligt ornitologiskt system. Tillika utarbetade han bland annat, tillsammans med Tschudi, den ornitologiska avdelningen i dennes Fauna peruana. 1853 upprättade han Journal für Ornithologie.